# Blaník (divadelní hra)
Blaník je v pořadí jedenáctá divadelní hra z repertoáru Divadla Járy Cimrmana. Autory jsou Zdeněk Svěrák a Ladislav Smoljak, jako spoluautor (resp. hlavní autor) je uváděn fiktivní český vynálezce, filosof a dramatik Jára Cimrman. Premiéra hry se odehrála 16. května 1990 v divadle Solidarita v Praze. Šlo o první hru divadla uvedenou ve svobodných poměrech po Sametové revoluci.
Do 30. června 2009 se uskutečnilo celkem 648 představení.

## Obsah
Představení má klasickou strukturu ve formátu seminář–přestávka–hra.

### Seminář
Seminář je zaměřen na Cimrmanovo dílo v oboru historie a historiografie, zejména pak na jeho vztah k pověsti o Blanických rytířích, jejíž klasické (Jiráskovo) pojetí považoval za zcela vadné. Proto se ji rozhodl zpracovat sám a lépe, a to jako loutkovou epopej, neboť loutkové divadlo bylo v jeho době „nejvlivnějším masmédiem“. Badatelé vysvětlují, že jimi předvedená hra je adaptací stěžejní části této epopeje pro živé herce.
Přednášky (v závorce uvedena postava, kterou přednášející zpravidla hraje):
- Problematika zapamatovatelnosti historických dat (Chvojka)
- Defenestrace v historii (Smil Flek / Hynek)
- Cimrmanův historický kvíz – operativní vsuvka (Chvojka)
- Blanická pověst – s předvedením Cimrmanova „Řezu horou Blaník“ (Veverka)
- Nevěřící Vlasák – ukázka z původní loutkové hry Blaník (Chvojka a Veverka)

### Hra
Celý kus sestává z jednoho dějství v tzv. Svatováclavské kanceláři, která slouží jako prostředník mezi blanickými vojsky, vnějším světem a vrchním velitelem, což je Svatý Václav sídlící o patro výše. Spící vojáci jsou rozděleni do tří skupin – na vojsko z Moravského pole, z bitvy u Lipan a z bitvy na Bílé hoře. Cimrman tím vyjádřil myšlenku, že v Blaníku čekají na svou druhou šanci padlí bojovníci z nejslavnějších prohraných bitev českých dějin. Na scéně se projevují jen mocným halasem linoucím se z otvorů, kudy se jim z kanceláře hážou rozkazy. To je úkolem přednosty kanceláře, rytíře Hynka z Michle. Jeho přímými podřízenými jsou rytíř Smil Flek z Nohavic, písař a archivář, a posluha Šlupka, který čas od času vyjde z hory mezi lidi, aby zjistil situaci v terénu.
Děj se odehrává v revolučním roce 1848, přičemž během hry uplyne několik týdnů událostí. V hoře totiž běží čas mnohem rychleji než na zemi – jeden den v Blaníku znamená jeden rok v běžném světě. Na samém začátku je tvrdě spící osazenstvo kanceláře probuzeno usilovným vyzváněním, které značí, že se venku děje něco významného. Šlupka je poslán na výzvědy a Hynek začne budit vojska k pohotovosti. Zároveň je z přilehlé vězeňské cely vytažen Veverka z Bítýšky, agilní husitský velitel, který si odpykává trest za soustavnou kritiku a znevažování blanického vedení pro pasivitu a za jedno svévolné vyjetí z hory. Hynek se ho snaží přesvědčit k odvolání jeho urážlivých výroků, aby ho mohl vrátit k jeho jednotce, Veverka se ale zdráhá, protože si za svými názory stojí. Jen mu je potvrzuje neviditelný vrchní velitel Svatý Václav, který ač průběžně informován posílanými Smilovými svodkami, vrací dolů rozkazy týkající se zásadních záležitostí jako metodika blahopřání mezi vojáky k svátkům, mykologické názvosloví (václavky) nebo zastaralost pojmenování Koňského trhu v Praze a diskrétní návrh nazvat ho po něm samotném.
Během jejich vášnivé rozpravy a „čekání na pořádný rozkaz“ do kanceláře pronikne pan Chvojka, vlastenecký učitel dějepisu, který pojal myšlenku najít blanická vojska a pozvat je do Prahy na pomoc proti císařským vojskům maršála Windischgrätze. Hynek a Smil mu vysvětlují, že to není tak jednoduché, zatímco Veverka to nakonec nevydrží, v nestřežené chvíli skočí do díry za svými vojáky a znovu svévolně vyjede z hory. Jakmile se vrátí, je opět předveden a po nezdařeném pokusu o mučení se i bez něj přizná, že příjezd jeho lipanské druhé jízdní do hlavního města nezpůsobil žádný zásadní zvrat událostí. Brzy nato však dorazí také Šlupka s novinami, z nichž Smil přečte, že historicky krojované vojsko kroužící na koních po chuchelské pláni učinilo na Pražany velký dojem. Když ovšem Chvojka uslyší, že revoluce v Praze byla poražena, raději nechá svůj apel na blanické vojsko přeformulovat ve smyslu, že nemá nikam jezdit a má nechat „ať si to císařpán vyřeší sám“.
Nakonec Šlupka představí ostatním to nejzajímavější, co z výzvěd v Louňovicích přinesl – kuželky. Rytíři tak konečně najdou využití pro svou zahálející munici, chopí se dělových koulí a začnou si házet. A divák pochopí, co to ve skutečnosti znamená, když se „z hory ozývá zlověstné dunění.“

### Hlášky
- „Vojsko, které nevyjelo ani roku 1620, se může jít vycpat.“
- „Mysli si, co chceš, ale tady mu podepiš, že to tak nemyslíš. Copak je to tak složitý?“
- „... poslali z lázní ostrou prosbu...“
- „Volit vládu? Já bych vás hnal. Od čeho je panovník?“
- „Není to vojenské tajemství. Je nás tu nepočítaně.“ – „Tak to budeme možná v přesile!“
- „Výměna mečů!“
- „Lipany, Bílá hora, tady se furt jenom čeká!“
- „Vyjet jen tak na vlastní pěst s hrstkou věrných, to je odvážné!“ – „A trestné.“
- „Řekni jim: Děti, je to noclehárna!“

## Obsazení
Současné obsazení je uvedeno tučně, předchozí obsazení kurzívou.
| Role           | Role                                              | Herci                                                                                  |
| Úvodní seminář | Hra                                               | Herci                                                                                  |
| -------------- | ------------------------------------------------- | -------------------------------------------------------------------------------------- |
| přednášející   | přednosta svatováclavské kanceláře Hynek z Michle | Petr Reidinger 7 8 9 10 Jaroslav Weigel † 4, Jan Hraběta* 1 2 3 5 6 , Bořivoj Penc † 3 |
| –              | kronikář Smil Flek z Nohavic                      | Jan Hraběta 7 8 9 10, Petr Brukner 1 Jan Kašpar** † 2 3 4 5, Andrej Krob               |
| přednášející   | velitel lipanské druhé jízdní Veverka z Bítýšky   | Zdeněk Svěrák 1 3 5 6 8 10, Genadij Rumlena 7 9 Ladislav Smoljak † 2 3 4               |
| přednášející   | učitel dějepisu Josef Bohuslav Chvojka            | Petr Brukner 8 10, Miloň Čepelka 2 3 9, Marek Šimon Pavel Vondruška † 1 3 4 5 6        |
| přednášející   | zřízenec Šlupka                                   | Marek Šimon 8 9 10, Robert Bárta Václav Kotek † 1 5 6, Genadij Rumlena 3 4             |
| –              | jeskyňka                                          | některý technik DJC (Zdeněk Škrdlant 8, Michal Weigel 3, Robert Bárta 1 4 9 10)        |

1 – alternace z audionahrávky kolující po webu (1990-1993)
2 – alternace z úryvku předvedeném v představení Cimrman sobě (1991)
3 – alternace z desky Supraphonu (1992)***
4 – alternace z audiovizuální nahrávky ČT (1997)
5 – alternace z úryvku předvedeném v představení 30 let Divadla Járy Cimrmana (1997)
6 – alternace z úryvku předvedeném v představení 40 let Divadla Járy Cimrmana (2007)
7 – alternace z úryvku předvedeném v představení Psaní do nebe (2017)
8 – alternace z audionahrávky kolující po webu (2019)
9 – alternace z audionahrávky kolující po webu (2019)
10 – alternace z audionahrávky kolující po webu